# Perawat Sangpotirat
Perawat Sangpotirat (tiếng Thái: พีรวัส แสงโพธิรัตน์, phiên âm: Pi-ra-vát Sang-po-thi-rát, sinh ngày 18 tháng 10 năm 1995) còn có nghệ danh là Krist (คริส) là một ca sĩ, diễn viên, người mẫu người Thái Lan. Anh được biết đến vai Arthit trong bộ phim BL năm 2016 SOTUS: The Series.

## Tiểu sử và học vấn
Krist sinh ngày 18 tháng 10 năm 1995 tại Băng Cốc, Thái Lan. Anh tốt nghiệp trường Satriwitthaya 2 và Khoa kinh tế trường đại học Kasetsart.

## Sự nghiệp
Krist có vai diễn đầu tiên trong sự nghiệp vào năm 2016 trong phim BL SOTUS: The Series với vai chính Arthit cùng với Prachaya Ruangroj và được biết đến rộng rãi trên khắp cả nước.
Năm 2017, anh thủ vai chính Mek với Ramida Jiranorraphat trong phim Teenage Mom: The Series, bộ phim dựa trên bộ truyện online tên "Teen Mom", và tham gia vai phụ trong phim Senior Secret Love: Puppy Honey 2.
Năm 2018, anh quay trở lại với vai Arthit trong SOTUS S: The Series cùng với bạn diễn Prachaya Ruangroj.
Vào ngày 11 tháng 6 năm 2018, anh ra mắt bài hát đầu tiên mang tên "Door, Air and a Good Day" (nhạc phim của Mint To Be).
Cuối năm 2018, anh vào vai Mint trong Mint To Be cùng với Worranit Thawornwong, bộ phim được dựa trên bộ tiểu thuyết cùng tên, và đã được phát sóng đồng thời trên nền tàng xem phim trực tuyến WeTV của Trung Quốc và đã nhận được rất nhiều phản hồi tích cực chỉ trong thời gian ngắn, phần lớn là do lượng fan Trung Quốc đông đảo của anh. Bộ phim trở thành một trong những bộ phim Thái Lan nổi nhất tại Trung Quốc.
Ngày 4 tháng 3 năm 2019, anh ra mắt bài hát thứ hai mang tên "SKY" và anh chính là người viết phần rap trong bài hát đó.
Vào ngày 8 tháng 11 năm 2020, trên kênh One 31, Krist cùng với Kluea làm MC cho một chương trình truyền hình âm nhạc tên "The Golden Song: Season 3".
Vào ngày 1 tháng 4 năm 2021, GMMTV cho ra mắt "Boys Don't Cry", một dự án bao gồm 9 nam nghệ sĩ của đài bao gồm cả Krist. Mỗi người sẽ cho ra mắt 1 bài hát thể hiện sự đau lòng và nói lên rằng đàn ông cũng có thể khóc. Anh là người ra mắt bài hát đầu tiên mang tên "Missing"  cùng với MV chính thức.
Vào ngày 22 tháng 8 năm 2021, "The Star Idol"  thông báo 2 MC của show là Frank Phakchanok Voonsri và Krist. Tiếp đó, ngày 12 tháng 12 năm 2021, Krist một lần nữa cùng với Kluea làm MC cho chương trình âm nhạc "The Golden Song: Season 4" phát sóng trên kênh One 31.

## Đại diện thương hiệu

### Từ 2021 về trước
- Baby Bright: Watermelon & Tomato Matte BB Cream, Red Wine Cover Pact
- Sunsilk
- Lays Thailand: Lays Cheese
- Lazada Thailand
- Oishi Thailand: Oishi drinks, Oishi ROV game, Oishi club
- Tesco lotus express
- OPPO F5, R9S
- Mere Megu Soft Wash with Ceramide
- IDOLO Ma Kiss Lip Gloss
- Mama OK noodle
- Lactasoy (Chinese branch)
- Minmin candy Thailand

### Từ 2021 đến nay
- Shinmai Thailand
- Jack n Jill Fun-O biscuit
- Centrum
- Whiskas Thailand
- Doctorlife clinic
- Skullcandy Thailand

## Các bộ phim đã từng tham gia

### Phim điện ảnh
| Năm  | Tiêu đề   | Vai trò | Ghi chú   | Ref.  |
| ---- | --------- | ------- | --------- | ----- |
| 2021 | My Rhythm | Koh     | Vai chính | [ 7 ] |

### Phim ngắn
| Năm  | Tiêu đề                              | Vai trò     | Ghi chú   | Network |
| ---- | ------------------------------------ | ----------- | --------- | ------- |
| 2018 | My Baby Bright: Best Friends Forever | Tod         | Vai chính | YouTube |
| 2019 | Destiny Calls                        | Sunny       | Vai chính | YouTube |
| 2022 | Double Trouble                       | Agent Krist | Vai chính | YouTube |

### Phim truyền hình
| Năm  | Tiêu đề                           | Vai             | Số tập          | Ghi chú   | Kênh            |
| ---- | --------------------------------- | --------------- | --------------- | --------- | --------------- |
| 2008 | Wa Wun Run Lek                    | New             |                 |           | Thai PBS        |
| 2009 | Joi! You're The Real Deal         | Wuti            |                 |           | DMC TV          |
| 2016 | SOTUS: The Series                 | Arthit          | 15              | Vai chính | LINE TV, One 31 |
| 2016 | Little Big Dream                  | Himself         | 1               | Khách mời | One31, GMM 25   |
| 2017 | Senior Secret Love: Puppy Honey 2 | Night           | 8               | Vai phụ   | One 31          |
| 2017 | SOTUS: The Series Very Special EP | Arthit          | 1               | Vai chính | One 31          |
| 2017 | Teenage Mom: The Series           | Mek             | 8               | Vai chính | LINE TV, One 31 |
| 2017 | SOTUS S: The Series               | Arthit          | 13              | Vai chính | LINE TV, One 31 |
| 2018 | Mint To Be                        | Mint            | 10              | Vai chính | GMM 25          |
| 2018 | Happy Birthday                    | Himself         | 13 (Cameo ep.3) | Khách mời | GMM 25          |
| 2018 | Our Skyy: Arthit-Kongpob          | Arthit          | 1               | Vai chính | LINE TV         |
| 2019 | Love Beyond Frontier              | Wang            | 13              | Vai chính | GMM 25          |
| 2019 | One Night Steal                   | Nott            | 11              | Vai chính | GMM 25          |
| 2020 | Who Are You                       | Natee           | 18              | Vai chính | GMM 25          |
| 2020 | New Generation                    | Tim             | 8               | Vai chính | NBTC Thailand   |
| 2020 | I'm Tee, Me Too                   | Watee           | 8               | Vai chính | GMM 25, AISPlay |
| 2021 | What the Healthy                  | Tim             | 8               | Vai chính | NBTC Thailand   |
| 2021 | An Eye for an Eye                 | Wayu            | 18              | Vai chính | GMM 25          |
| 2022 | The War of Flowers                | Korn / Worakorn | 18              | Vai chính | GMM 25          |
| 2022 | Love & Memory                     | Phuping         | 4               | Vai chính | Thai PBS        |
| 2022 | Destiny                           | Tim             | 8               | Vai chính | NBTC Thailand   |
| 2022 | Good Old Days                     | Hey             | 12              | Vai chính | GMM 25          |
| 2023 | Be my favorite                    | Kawi            |                 | Vai chính | GMM 25          |
| 2023 | The Jungle                        | Tarantula       |                 | Vai chính | GMM 25          |

### TV show
| Năm  | Tiêu đề                                 | Ghi chú                                                                  | Vai trò            |
| ---- | --------------------------------------- | ------------------------------------------------------------------------ | ------------------ |
| 2015 | High School Reunion                     | Tập 102                                                                  | Khách mời          |
| 2015 | Talk with Toey Tonight                  | Tập 101                                                                  | Khách mời          |
| 2016 | Let's Play Challenge                    | Tập 13, 14, 22, 41                                                       | Khách mời          |
| 2016 | Cougar on the Prowl                     | Tập 3                                                                    | Khách mời          |
| 2017 | #TEAMGIRL                               | Tập 27-28, 45, 78-79, 119                                                | Khách mời          |
| 2017 | Termites in the House                   | Tập 25                                                                   | Khách mời          |
| 2017 | Lip Sync Battle Thailand                | Tập 7                                                                    | Khách mời          |
| 2017 | Q&A with Admin                          | Tập 5                                                                    | Khách mời          |
| 2017 | Off Gun Fun Night                       | Tập 1-2, 4                                                               | Khách mời          |
| 2018 | Woody World                             | Tập 11                                                                   | Khách mời          |
| 2018 | School Rangers                          | Tập 9-10, 32-33, 44-46, 70-71 99-101, 104-105, 118-119, 175-176, 214-215 | Khách mời          |
| 2018 | Talk with Toey One Night                | Tập 67                                                                   | Khách mời          |
| 2018 | Yai & the Grandsons                     | Tập 3-4                                                                  | Khách mời          |
| 2018 | TayNew Meal Date                        | Tập 11                                                                   | Khách mời          |
| 2018 | How Well Do You Know Each Other         | Thành viên cố định                                                       | Khách mời          |
| 2019 | Opal All Around Season 3                | Tập 1-2                                                                  | Khách mời          |
| 2019 | Arm Share                               | Tập 6, 8-9, 30, 42, 45, 53, 77, 83, 85                                   | Khách mời          |
| 2019 | Friend.ship with Krist-Singto           | Tập 1-6                                                                  | Host               |
| 2019 | Off Gun Fun Night Season 2              | Tập 3                                                                    | Khách mời          |
| 2019 | Journey of Life                         | Tập 67                                                                   | Khách mời          |
| 2019 | 4 ต่อ 4 Celebrity                        |                                                                          | Khách mời          |
| 2019 | Be My Baby                              | Tập 8                                                                    | Khách mời          |
| 2020 | Talk with Toey                          | Tập 19, 34                                                               | Khách mời          |
| 2020 | SosatSeoulsay                           | Tập 6                                                                    | Khách mời          |
| 2020 | Come & Join Gun                         | Tập 4                                                                    | Khách mời          |
| 2020 | Live At Lunch Season 1                  | Tập 7, 18                                                                | Thành viên cố định |
| 2020 | Play Zone                               | Cooking Club (Ep. 2)                                                     | Khách mời          |
| 2020 | Friend Drive                            | Tập 6-7                                                                  | Khách mời          |
| 2020 | TayNew Meal Date Special                | Tập 1                                                                    | Khách mời          |
| 2020 | Tred Tray with Tay Tawan Special        | Tập 3-4                                                                  | Khách mời          |
| 2020 | The Wall Song                           | Tập 46                                                                   | Khách mời          |
| 2020 | Friend.Ship with Krist-Singto Special   |                                                                          | Host               |
| 2020 | 10 Fight 10: Season 2                   | Tập 3                                                                    | Khách mời          |
| 2021 | Hueb Talk                               | Tập 3                                                                    | Khách mời          |
| 2021 | Talk with ToeyS                         | Tập 29                                                                   | Khách mời          |
| 2021 | Krahai Lao                              | Tập 8                                                                    | Khách mời          |
| 2021 | OffGun Mommy Taste Special              | Tập 2                                                                    | Khách mời          |
| 2021 | Live At Lunch Season 2                  | Tập 3                                                                    | Khách mời          |
| 2021 | Isuzu Max Challenge                     | [Black Dragon Team Member] (Tập 3-4) Thành viên cố định                  | Khách mời          |
| 2021 | Live At Lunch: Friend Lunch Friend Live | Tập 3                                                                    | Khách mời          |
| 2021 | E.M.S Earth-Mix Space                   | Tập 5                                                                    | Khách mời          |
| 2021 | E.M.S Earth - Mix Space Extra           | Tập 4                                                                    | Khách mời          |
| 2021 | KristPWaveKhoo channel                  |                                                                          | Host               |
| 2021 | Amazing Thai Festival Osaka 2021        |                                                                          | Host               |
| 2021 | Safe House: Season 2                    | Tập 1-4, 7                                                               | Thành viên cố định |
| 2021 | 4 ต่อ 4 Celebrity                        |                                                                          | Khách mời          |
| 2022 | T-POP stage                             | Tập 5                                                                    | Khách mời          |
| 2022 | Hollywood Game Night Thailand           |                                                                          | Khách mời          |
| 2022 | Oneสนั่นจอ                                |                                                                          | Khách mời          |
| 2022 | Celebrities make me rich (ดาราพารวย)    | Tập 90, 102                                                              | Khách mời          |
| 2022 | Người ấy là ai (รู้ไหมใครโสด)             | Tập 9, 18                                                                | Khách mời          |
| 2022 | Sound check - One31                     | Tập 36, 117                                                              | Khách mời          |
| 2022 | Songkran Festival at Kingpower Rangnam  |                                                                          | Khách mời          |
| 2022 | Today show TV - CH3                     |                                                                          | Khách mời          |
| 2022 | Woody show                              |                                                                          | Khách mời          |
| 2022 | Young survivors                         | 5 tập                                                                    | Thành viên cố định |
| 2022 | Daily Show - One31                      |                                                                          | Khách mời          |
| 2022 | Tower of love                           | Tập 5                                                                    | Khách mời          |
| 2022 | 4 ต่อ 4 Celebrity                        |                                                                          | Khách mời          |
| 2022 | Secret love - CH3                       | Tập 22                                                                   | Khách mời          |
| 2022 | T-POP stage                             | Tập 48                                                                   | Khách mời          |
| 2022 | The wall song                           | Tập 115                                                                  | Khách mời          |

### Photobook
| Năm  | Tiêu đề                                                             |
| ---- | ------------------------------------------------------------------- |
| 2016 | The Official Photobook of Krist Singto KISSING                      |
| 2017 | The Official Photobook of Krist Singto KISSING verse 2              |
| 2017 | My Baby Bright Photobook Krist Singto - Best friend forever         |
| 2018 | Photobook Sotus The Memories                                        |
| 2019 | The Official Photobook of Krist Singto KISSING verse 3: Closer      |
| 2019 | My Baby Bright Photobook Krist Singto - Destiny Calls               |
| 2020 | The Official Photobook of Krist Singto Friendship with Krist Singto |
| 2021 | The Offcial Photobook of Krist Perawat - The Rhythm of my life      |
| 2022 | My Baby Bright Photobook Krist Singto - Double Troule               |
| 2022 | Photobook Love Out Loud                                             |
| 2023 | KristSingto The Precious Memories Photobook                         |

### Trong MV
| Năm  | Tên MV                                                   | Thể hiện | Đài                       |
| ---- | -------------------------------------------------------- | --- | ------------------------- |
| 2017 | 你让我幸福 (My Smile)                                    | Perawat Sangpotirat Prachaya Ruangroj                                                                                                   | GMMTV Records             |
| 2017 | เธอทำให้ฉันโชคดี (You Make Me Lucky)                        | Perawat Sangpotirat Prachaya Ruangroj                                                                                                   | GMMTV Records             |
| 2018 | ประตู อากาศ และวันดีดี (Door, Air and a Good Day)            | Perawat Sangpotirat | GMMTV Records             |
| 2019 | SKY                                                      | Perawat Sangpotirat | GMMTV Records             |
| 2019 | เสียงจากดาวพลูโต (Voice from Pluto)                        | Perawat Sangpotirat | GMMTV Records             |
| 2019 | ไม่กลัว (Not Afraid)                                       | | GMMTV Records             |
| 2019 | ไปด้วยกัน..ไหม?                                            | Perawat Sangpotirat Harit Cheewagaroon Purim Rattanaruangwattana                                                                        | GMMTV Records             |
| 2020 | คนโชคไม่ดีที่โชคดี (Lucky Man)                                | Perawat Sangpotirat | GMMTV Records             |
| 2020 | You're So Beautiful                                      | Perawat Sangpotirat Stokes | GMMTV Records             |
| 2020 | ถอนหายใจในใจ (Sigh in My Heart) (từ album Love Stranger) | Perawat Sangpotirat Getsunova | GMMTV Records             |
| 2020 | ตุ๊บๆ จุ๊บๆ OK!                                              | Perawat Sangpotirat Prachaya Ruangroj Jumpol Adulkittiporn Atthaphan Phunsawat Vachirawit Chiva-aree Metawin Opas-iamkajorn             | GMMTV Records             |
| 2020 | ของขวัญ (Gift)                                            | Perawat Sangpotirat Prachaya Ruangroj                                                                                                   | JOOX Thailand             |
| 2020 | ขอเป็นคนหนึ่ง (Let Me Be The One)                           | Perawat Sangpotirat Prachaya Ruangroj Ada Chunhavajira                                                                                  | Special Olympics Thailand |
| 2020 | My Baby Bright                                           | Perawat Sangpotirat Prachaya Ruangroj                                                                                                   |                           |
| 2020 | ลืมว่าต้องลืม (Forgot to Forget)                             | Getsunova | White Music               |
| 2020 | เล็กๆ บ่อยๆ                                                | Gungun | GMMTV Records             |
| 2021 | ขอโทษที่ยังร้องไห้ (Missing) (từ album Boys Don't Cry)        | Perawat Sangpotirat | GMMTV Records             |
| 2021 | Under the Same Moon                                      | Perawat Sangpotirat Prachaya Ruangroj Ada Chunhavajira                                                                                  | Special Olympics Thailand |
| 2022 | OST The war of flowers เกลียดเธอไม่ลง I can't hate you     | Perawat Sangpotirat | GMM Grammy                |
| 2022 | OST The war of flowers ยอม                               | Yom | GMMTV Records             |
| 2022 | Love out loud Fanfest                                    | Law of Attraction (with Prachaya Ruangroj, Jumpol Adulkittiporn, Atthaphan Phunsawat, Metawin Opas-iamkajorn and Vachirawit Chiva-aree) | GMMTV Records             |
| 2022 | Sleepless                                                | Perawat Sangpotirat | GMMTV Records             |
| 2022 | Good Old Days OST                                        | Perawat Sangpotirat | GMMTV Records             |

## MC

### TV show
| Năm         | Tên chương trình          | Kênh  |
| ----------- | ------------------------- | ----- |
| 2020 - 2021 | The Golden Song: Season 3 | One31 |
| 2021        | The Star Idol             | One31 |
| 2021 - 2022 | The Golden Song: Season 4 | One31 |
| 2022        | The Star Divo Diva        | One31 |
| 2023        | The Golden Song: Season 5 | One31 |

### Kênh trực tuyến
| Năm  | Tên chương trình | Thể loại | Kênh phát | Thời gian phát sóng                 |
| ---- | ---------------- | -------- | --------- | ----------------------------------- |
| 2021 | KristPWaveKhoo   | Vlog     | Youtube   | ngày 12 tháng 10 năm 2021 - present |

## Âm nhạc
| Năm  | Tên bài hát | Hãng ghi âm               |
| ---- | --- | ------------------------- |
| 2017 | 你让我幸福 (My Smile) (cùng với Prachaya Ruangroj)                                                                                      | GMM Grammy                |
| 2017 | เธอทำให้ฉันโชคดี (You Make Me Lucky) (cùng với Prachaya Ruangroj)                                                                          | GMM Grammy                |
| 2018 | ประตู อากาศ และวันดีดี (Door, Air and a Good Day)                                                                                           | GMM Grammy                |
| 2019 | SKY | GMM Grammy                |
| 2019 | เสียงจากดาวพลูโต (Voice from Pluto) | GMM Grammy                |
| 2019 | ไม่กลัว (Not Afraid) | GMM Grammy                |
| 2019 | ไปด้วยกัน..ไหม? (cùng với Harit Cheewagaroon và Purim Rattanaruangwattana)                                                                | GMM Grammy                |
| 2020 | คนโชคไม่ดีที่โชคดี (Lucky Man) | GMM Grammy                |
| 2020 | You're So Beautiful (cùng với Stokes)                                                                                                   | GMM Grammy                |
| 2020 | ถอนหายใจในใจ (Sigh in My Heart) (từ album Love Stranger) (cùng với Getsunova)                                                           | GMM Grammy                |
| 2020 | ตุ๊บๆ จุ๊บๆ OK! (cùng với Prachaya Ruangroj, Jumpol Adulkittiporn, Atthaphan Phunsawat Vachirawit Chiva-aree và Metawin Opas-iamkajorn)     | GMM Grammy                |
| 2020 | ของขวัญ (Gift) (cùng với Prachaya Ruangroj)                                                                                              | JOOX Thailand             |
| 2020 | ขอเป็นคนหนึ่ง (Let Me Be The One) (cùng với Prachaya Ruangroj và Ada Chunhavajira)                                                         | Special Olympics Thailand |
| 2020 | My Baby Bright (cùng với Prachaya Ruangroj)                                                                                             |                           |
| 2021 | ขอโทษที่ยังร้องไห้ (Missing) (từ album Boys Don't Cry)                                                                                       | GMM Grammy                |
| 2021 | Under the Same Moon (cùng với Prachaya Ruangroj & Ada Chunhavajira)                                                                     | Special Olympics Thailand |
| 2022 | OST The war of flowers เกลียดเธอไม่ลง I can't hate you                                                                                    | GMM Grammy                |
| 2022 | Law of Attraction (with Prachaya Ruangroj, Jumpol Adulkittiporn, Atthaphan Phunsawat, Metawin Opas-iamkajorn and Vachirawit Chiva-aree) | GMM Records               |
| 2022 | Sleepless | GMM Records               |
| 2022 | Good Old Days (Good Old Days OST) | GMM Records               |

## Events

### Live events
| Năm  | Tiêu đề                                              | Ngày              | Địa điểm |
| ---- | ---------------------------------------------------- | ----------------- | -------- |
| 2022 | Lancôme Happiness Togerther Virtual Event            | 15 tháng 1, 2022  | Live     |
| 2022 | Capture Happiness Moment With KristSingto By Lancôme | 23 tháng 4, 2022  | Live     |
| 2022 | Lancome Happiness Chapter with KristSingto           | 03 tháng 10, 2022 | Live     |

### Concert
| Năm  | Tiêu đề                                                  | Ngày                  | Địa điểm                                                             |
| ---- | -------------------------------------------------------- | --------------------- | -------------------------------------------------------------------- |
| 2017 | MEET GREET EAT ว้าก WITH SOTUS THE SERIES                 | 14 tháng 1, 2017      | Scala Cinema, Siam Square, Bangkok                                   |
| 2017 | Y I Love U Fan Party                                     | 3 tháng 9, 2017       | Thunder Dome, Muang Thong Thani, tỉnh Nonthaburi                     |
| 2017 | SOTUS S NATION AND FAN MEETING                           | 16 tháng 12, 2017     | Gad Theater Kad Suan Kaew Shopping Center tỉnh Chiang Mai            |
| 2017 | SOTUS S NATION AND FAN MEETING                           | 23 tháng 12, 2017     | Terminal Hall, Terminal 21 Shopping Center, Korat, Nakhon Ratchasima |
| 2018 | SOTUS S NATION AND FAN MEETING                           | 13 tháng 1, 2018      | BCC Hall, Central Plaza Ladprao Bangkok                              |
| 2018 | SOTUS S NATION AND FAN MEETING                           | 27 tháng 1, 2018      | Hatyai Hall, Central Festival Hatyai Shopping Center, tỉnh Songkhla  |
| 2018 | SOTUS THE MEMORIES LIVE ON STAGE                         | 5 tháng 5, 2018       | Thunder Dome, Muang Thong Thani, tỉnh Nonthaburi                     |
| 2018 | Lazada Presents Krist Singto Fan Meeting                 | 29 tháng 11, 2018     | Đại học Srinakharinwirot Bangkok                                     |
| 2019 | Y I Love U Fan Party 2019 next to Ha Island Y            | 26 - 27 tháng 1, 2019 | Thunder Dome, Muang Thong Thani, tỉnh Nonthaburi                     |
| 2019 | Peraya Party: Krist & Singto 1st Fan Meeting in Thailand | 6 - 7 tháng 7, 2019   | Chaengwattana Central Hall Plaza Chaengwattana, tỉnh Nonthaburi      |
| 2020 | Worldwide Live Fan Meeting: Krist & Singto               | 30 tháng 5, 2020      | V LIVE                                                               |
| 2020 | SOTUS The Reunion 4ever More                             | 22 tháng 8, 2020      | V LIVE                                                               |
| 2020 | Fantopia 2020                                            | 21–22 tháng 11, 2020  | Impact Arena & Challenger Hall 1                                     |
| 2020 | Big Mountain music festival 11                           | 12 tháng 12, 2020     | Vườn quốc gia Khao Yai                                               |
| 2022 | Love Out Loud Fanfest                                    | 20 tháng 8, 2022      | Impact Arena & Challenger Hall 1                                     |
| 2022 | GMMTV Fanfest in Japan                                   | 27-28 tháng 8, 2022   | Pia Arena MM, Yokohama, Nakagawa                                     |
| 2022 | Big Mountain music festival 12                           | 10-11 tháng 12, 2022  | Vườn quốc gia Khao Yai                                               |
| 2022 | Octopop 2022                                             | 15 tháng 10, 2022     | Sân vận động quốc gia Rajamangala                                    |

### Fanmeeting
| Year | Title                     | Date                                                          | Place                                                                 |
| ---- | ------------------------- | ------------------------------------------------------------- | --------------------------------------------------------------------- |
| 2017 | ngày 18 tháng 2 năm 2017  | Krist-Singto Fan Meeting in Hangzhou                          | Hangzhou Magic Theatre, China                                         |
| 2017 | ngày 24 tháng 3 năm 2017  | First Sight with Rookie Boys in Guangzhou                     | Guangdong Performing Arts Center Theater                              |
| 2017 | ngày 22 tháng 4 năm 2017  | Krist-Singto Fan Meeting in Suzhou                            | Suzhou Culture and Arts Centre                                        |
| 2017 | ngày 23 tháng 4 năm 2017  | Krist-Singto Fan Meeting in Nanjing                           | Nanjing Culture and Art Center                                        |
| 2017 | ngày 16 tháng 6 năm 2017  | Krist-Singto Fan Meeting in Shenzen                           | Shenzhen Poly Theater                                                 |
| 2017 | ngày 17 tháng 6 năm 2017  | Krist-Singto Fan Meeting in Hangzhou                          | Hangzhou Grand Theater                                                |
| 2017 | ngày 22 tháng 7 năm 2017  | Krist-Singto, Off, New, Fan Meeting in Chengdu                | Jincheng Art Palace                                                   |
| 2018 | ngày 20 tháng 1 năm 2018  | Sotus S Hazing in Manila 2018                                 | Pasig City Hall Complex                                               |
| 2018 | ngày 17 tháng 3 năm 2018  | Sotus S Fan Meeting in Chengdu                                | Zhenghuo Art Center                                                   |
| 2018 | ngày 25 tháng 3 năm 2018  | Sotus S Fan Meeting in Taipei                                 | ATT SHOW BOX, ATT 4 FUN                                               |
| 2018 | ngày 31 tháng 3 năm 2018  | Sotus S Fan Meeting in Tianjin                                | Tianjin Wuqing Theater                                                |
| 2018 | ngày 1 tháng 7 năm 2018   | Krist-Singto 1st Fan Meeting in Singapore                     | Kallang Theatre                                                       |
| 2018 | ngày 7 tháng 7 năm 2018   | Krist-Singto 1st Fan Meeting in Korea (Seoul)                 | Woonjung Green Campus                                                 |
| 2018 | ngày 14 tháng 7 năm 2018  | Sotus S Fan Meeting in Wuhan                                  | Wuhan Cultural Museum Center                                          |
| 2018 | July 21–22, 2018          | Krist-Singto 1st Fan Meeting in Hong Kong                     | Music Zone, KITEC                                                     |
| 2018 | ngày 25 tháng 8 năm 2018  | Sotus S Fan Meeting in Wuxi                                   | HUALUXE Wuxi Taihu                                                    |
| 2018 | ngày 22 tháng 9 năm 2018  | Sotus ENCORE Fan Meeting in Taipei                            | Taipei International Convention Center                                |
| 2018 | ngày 17 tháng 11 năm 2018 | Krist-Singto 1st Fan Meeting in Jakarta                       | Upperroom Jakarta                                                     |
| 2018 | ngày 2 tháng 12 năm 2018  | Krist-Singto Fan Meeting in Yangon                            | National Theatre of Yangon                                            |
| 2018 | ngày 15 tháng 12 năm 2018 | Krist-Singto 1st Fan Meeting in Japan                         | EBiS 303 Event Hall                                                   |
| 2019 | ngày 9 tháng 3 năm 2019   | Krist-Singto Fan Meeting in Qingdao                           | Qingdao Mangrove Tree Resort World - Conference and Exhibition Center |
| 2019 | ngày 14 tháng 4 năm 2019  | [Double Date] Krist-Singto & Tay-New Fan Meeting in Hong Kong | Rotunda 2, KITEC                                                      |
| 2019 | ngày 26 tháng 5 năm 2019  | Krist-Singto 1st Fan Meeting in Vietnam                       | GALA Center                                                           |
| 2019 | ngày 22 tháng 6 năm 2019  | Krist-Singto 2nd Fan Meeting in Korea (Busan)                 | Dongnae Cultural Center                                               |
| 2019 | ngày 21 tháng 7 năm 2019  | OurSkyy Fan Meeting in Taipei                                 | Taipei International Convention Center                                |
| 2019 | ngày 17 tháng 8 năm 2019  | Krist-Singto Fan Meeting in Manila                            | SM Sky Dome, SM City North EDSA                                       |
| 2019 | ngày 19 tháng 10 năm 2019 | Krist-Singto Fan Meeting in Taipei                            | ATT Show Box                                                          |
| 2019 | ngày 9 tháng 11 năm 2019  | OISHI Green Tea presents Our Skyy Fan Meeting in Myanmar      | Pullman Yangon Centrepoint Hotel                                      |
| 2019 | ngày 16 tháng 11 năm 2019 | Krist-Singto Fan Meeting in Chengdu                           | Chengdu Overseas Chinese Town Grand Theatre                           |
| 2019 | ngày 21 tháng 12 năm 2019 | Krist-Singto 2nd Fan Meeting in Japan                         | Nissho Hall                                                           |
| 2019 | ngày 28 tháng 12 năm 2019 | Krist-Singto 2nd Fan Meeting in Hong Kong                     | Music Zone, KITEC                                                     |
| 2022 | ngày 17 tháng 12 năm 2022 | Krist-Singto 3nd Fan Meeting in Japan - The precious memories | Pacifico Yokohama Hall C-D                                            |

### Nhạc kịch
| Năm  | Tiêu đề          | Vai diễn  | Ghi chú             |
| ---- | ---------------- | --------- | ------------------- |
| 2022 | ลิขิตรักบัลลังก์สะเทือน | Vai chính | Nhà hát Ratchadalai |

## Giải thưởng và đề cử
| Năm  | Giải thưởng                                                   | Hạng mục                                                                               | Tác phẩm được đề cử           | Kết quả   | Tham khảo            |
| ---- | ------------------------------------------------------------- | -------------------------------------------------------------------------------------- | ----------------------------- | --------- | -------------------- |
| 2016 | Council of Arts and Culture – Đại học Chulalongkorn           | Merit Award                                                                            | —                             | Đoạt giải | [ 10 ] [ 11 ]        |
| 2017 | 2nd World Top Awards                                          | Person of the Year                                                                     | —                             | Đoạt giải | [ 12 ] [ 13 ]        |
| 2017 | Attitude Award 6th Anniversary                                | The Most Favorite TV Series of the Year - Most favorite couple (với Prachaya Ruangroj) | SOTUS: The Series             | Đoạt giải |                      |
| 2017 | 5th YinYueTai V Chart Awards                                  | Recommended Artist Of YinYueTai                                                        | SOTUS: The Series             | Đoạt giải | [ 14 ] [ 15 ]        |
| 2017 | 5th YinYueTai V Chart Awards                                  | Most Popular New Artist                                                                | SOTUS: The Series             | Đề cử     | [ 14 ] [ 15 ]        |
| 2017 | 5th YinYueTai V Chart Awards                                  | Most Popular Artist of the Night                                                       | —                             | Đề cử     | [ 14 ] [ 15 ]        |
| 2017 | 11th Kazz Awards                                              | Couple of the Year (với Prachaya Ruangroj)                                             | SOTUS: The Series             | Đề cử     | [ 16 ] [ 17 ] [ 18 ] |
| 2017 | 11th Kazz Awards                                              | Most Popular New Actor                                                                 | SOTUS: The Series             | Đoạt giải | [ 16 ] [ 17 ] [ 18 ] |
| 2017 | 11th Kazz Awards                                              | Kazz Magazine Favorite Star – Male                                                     | —                             | Đoạt giải | [ 16 ] [ 17 ] [ 18 ] |
| 2017 | 14th Kom Chad Luek Awards                                     | Popular Vote – Male                                                                    | SOTUS: The Series             | Đề cử     | [ 19 ] [ 20 ]        |
| 2017 | 3rd Maya Awards                                               | Favorite Couple (với Prachaya Ruangroj)                                                | SOTUS: The Series             | Đoạt giải | [ 21 ]               |
| 2017 | 3rd Maya Awards                                               | Male Rising Star (TV)                                                                  | SOTUS: The Series             | Đề cử     | [ 22 ] [ 23 ] [ 24 ] |
| 2018 | 1st Great Stars Social Awards                                 | Social Super Star of the Year – Couple (với Prachaya Ruangroj)                         | SOTUS S: The Series           | Đoạt giải | [ 25 ] [ 26 ] [ 27 ] |
| 2018 | 1st LINE TV Awards                                            | Best Couple (với Prachaya Ruangroj)                                                    | SOTUS S: The Series           | Đoạt giải | [ 28 ] [ 29 ]        |
| 2018 | Thailand Zocial Awards 2018: Best Social Entertainment Awards | Best Actor on Social Media                                                             | —                             | Đề cử     | [ 30 ]               |
| 2018 | Sanook! Top Vote of the Year                                  | Best Couple (với Prachaya Ruangroj)                                                    | SOTUS S: The Series           | Đoạt giải | [ 31 ] [ 32 ]        |
| 2018 | 5th Thailand Role Model Awards                                | Best Actor                                                                             | —                             | Đoạt giải | [ 33 ] [ 34 ]        |
| 2018 | 12th Kazz Awards                                              | Most Popular Teen Actor – Male                                                         | SOTUS S: The Series           | Đề cử     | [ 35 ]               |
| 2018 | 12th Kazz Awards                                              | Couple of the Year (với Prachaya Ruangroj)                                             | SOTUS S: The Series           | Đoạt giải | [ 35 ]               |
| 2018 | Attitude Award 7th Anniversary                                | The Most Favorite TV Series of the Year - Most favorite couple (với Prachaya Ruangroj) | SOTUS S: The Series           | Đoạt giải |                      |
| 2018 | 11th Nine Entertain Awards                                    | Public Favorite                                                                        | —                             | Đề cử     |                      |
| 2018 | 4th Maya Awards                                               | Favorite Couple (với Prachaya Ruangroj)                                                | SOTUS S: The Series           | Đoạt giải | [ 36 ]               |
| 2018 | 4th Maya Awards                                               | Male Rising Star (TV)                                                                  | SOTUS S: The Series           | Đề cử     | [ 37 ]               |
| 2018 | 1st ET Thailand Awards                                        | Influential Celebrity on Social Media                                                  | —                             | Đề cử     | [ 38 ]               |
| 2018 | 6th Thailand Headlines Person of the Year Awards              | Culture and Entertainment – Actor (với Prachaya Ruangroj)                              | —                             | Đoạt giải | [ 39 ] [ 40 ]        |
| 2018 | 12th OK! Awards                                               | Shipped Couple (với Prachaya Ruangroj)                                                 | SOTUS S: The Series           | Đoạt giải | [ 41 ] [ 42 ]        |
| 2018 | 2nd Great Stars Social Awards                                 | Couple of the Year (với Prachaya Ruangroj)                                             | SOTUS S: The Series           | Đoạt giải | [ 43 ]               |
| 2019 | 8th Daradaily The Great Awards                                | Male Rising Star of the Year                                                           | Mint To Be                    | Đoạt giải | [ 44 ]               |
| 2019 | Line Sticker Awards                                           | Best Couple (với Prachaya Ruangroj)                                                    |                               | Đoạt giải |                      |
| 2019 | 13th Kazz Awards                                              | Most Popular Teen Actor – Male                                                         | —                             | Đoạt giải | [ 45 ]               |
| 2019 | 13th Kazz Awards                                              | Couple of the Year (với Prachaya Ruangroj)                                             | —                             | Đoạt giải | [ 45 ]               |
| 2019 | 13th Kazz Awards                                              | Hot Guy of the Year                                                                    | —                             | Đoạt giải | [ 45 ]               |
| 2019 | 15th Kom Chad Leuk Awards                                     | Popular Pop Music Singer                                                               | "Sky"                         | Đề cử     |                      |
| 2019 | 15th Kom Chad Leuk Awards                                     | Most Popular Thai Series                                                               | SOTUS S: The Series           | Đoạt giải |                      |
| 2019 | 15th Kom Chad Leuk Awards                                     | Popular Actor                                                                          | SOTUS S: The Series           | Đề cử     |                      |
| 2019 | 5th Maya Awards                                               | Favorite Male Singer                                                                   | "Sky"                         | Đoạt giải |                      |
| 2019 | 5th Maya Awards                                               | Favorite Male Star                                                                     | —                             | Đề cử     |                      |
| 2019 | 5th Maya Awards                                               | Best Couple (với Worranit Thawornwong)                                                 | Mint to Be                    | Đề cử     |                      |
| 2019 | 1st Zoomdara New Year 2019                                    | Couple of the Year (với Prachaya Ruangroj)                                             | SOTUS S: The Series           | Đoạt giải | [ 46 ]               |
| 2020 | 14th Kazz Awards                                              | Popular Actor                                                                          | —                             | Đoạt giải | [ 47 ]               |
| 2020 | 14th Kazz Awards                                              | Couple of the Year (với Prachaya Ruangroj)                                             | —                             | Đoạt giải | [ 47 ]               |
| 2020 | 6th Maya Awards                                               | Male Rising Star                                                                       | One Night Steal               | Đề cử     | [ 48 ]               |
| 2020 | 2nd Zoomdara Awards                                           | Best Actor in leading roles                                                            | Who Are You                   | Đoạt giải | [ 49 ]               |
| 2021 | 15th Kazz Awards                                              | Popular Male Teenage Award                                                             | —                             | Đề cử     |                      |
| 2021 | Siam Series Awards                                            | Popular Actor                                                                          | Who Are You                   | Đề cử     |                      |
| 2021 | 7th Maya Awards                                               | Charming boy                                                                           |                               | Đề cử     |                      |
| 2021 | 3rd Zoomdara Awards                                           | Moderation of the Year                                                                 | The Golden Song The Star Idol | Đoạt giải |                      |
| 2021 | 3rd Zoomdara Awards                                           | Favorite single (với Prachaya Ruangroj)                                                | Under the Same Moon           | Đoạt giải |                      |